# Liste des titres musicaux numéro un en Allemagne en 2001
Cette page liste les titres numéro un dans les meilleures ventes de disques en Allemagne pour l'année 2001 selon Media Control Charts.
Les classements sont issus des 100 meilleures ventes de singles et des 100 meilleures ventes d'albums. Ils se déroulent du vendredi au jeudi, et sont publiés le mardi par l'industrie musicale allemande.

## Classement des singles
| №  | Date         | Artiste                                | Titre                              |
| -- | ------------ | -------------------------------------- | ---------------------------------- |
| 1  | 5 janvier    | Christian                              | Es ist geil, ein Arschloch zu sein |
| 2  | 12 janvier   | Christian                              | Es ist geil, ein Arschloch zu sein |
| 3  | 19 janvier   | Christian                              | Es ist geil, ein Arschloch zu sein |
| 4  | 26 janvier   | Eminem feat. Dido                      | Stan                               |
| 5  | 2 février    | OutKast                                | Ms. Jackson                        |
| 6  | 9 février    | OutKast                                | Ms. Jackson                        |
| 7  | 16 février   | No Angels                              | Daylight in Your Eyes              |
| 8  | 23 février   | No Angels                              | Daylight in Your Eyes              |
| 9  | 2 mars       | No Angels                              | Daylight in Your Eyes              |
| 10 | 9 mars       | No Angels                              | Daylight in Your Eyes              |
| 11 | 16 mars      | No Angels                              | Daylight in Your Eyes              |
| 12 | 23 mars      | No Angels                              | Daylight in Your Eyes              |
| 13 | 30 mars      | Crazy Town                             | Butterfly                          |
| 14 | 6 avril      | Crazy Town                             | Butterfly                          |
| 15 | 13 avril     | Crazy Town                             | Butterfly                          |
| 16 | 20 avril     | Crazy Town                             | Butterfly                          |
| 17 | 27 avril     | Crazy Town                             | Butterfly                          |
| 18 | 4 mai        | Depeche Mode                           | Dream on                           |
| 19 | 11 mai       | Crazy Town                             | Butterfly                          |
| 20 | 18 mai       | Atomic Kitten                          | Whole Again                        |
| 21 | 25 mai       | Atomic Kitten                          | Whole Again                        |
| 22 | 1er juin     | Atomic Kitten                          | Whole Again                        |
| 23 | 8 juin       | Atomic Kitten                          | Whole Again                        |
| 24 | 15 juin      | Atomic Kitten                          | Whole Again                        |
| 25 | 22 juin      | Atomic Kitten                          | Whole Again                        |
| 26 | 29 juin      | Dante Thomas featuring Pras Michel     | Miss California                    |
| 27 | 6 juillet    | Christina Aguilera, Pink, Lil'Kim, Mya | Lady Marmalade                     |
| 28 | 13 juillet   | Shaggy feat. Rayvon                    | Angel                              |
| 29 | 20 juillet   | Shaggy feat. Rayvon                    | Angel                              |
| 30 | 27 juillet   | Shaggy feat. Rayvon                    | Angel                              |
| 31 | 3 août       | Shaggy feat. Rayvon                    | Angel                              |
| 32 | 10 août      | Uncle Kracker                          | Follow Me                          |
| 33 | 17 août      | Uncle Kracker                          | Follow Me                          |
| 34 | 24 août      | No Angels                              | There Must Be an Angel             |
| 35 | 31 août      | No Angels                              | There Must Be an Angel             |
| 36 | 7 septembre  | No Angels                              | There Must Be an Angel             |
| 37 | 14 septembre | No Angels                              | There Must Be an Angel             |
| 38 | 21 septembre | No Angels                              | There Must Be an Angel             |
| 39 | 28 septembre | Enya                                   | Only Time                          |
| 40 | 5 octobre    | Enya                                   | Only Time                          |
| 41 | 12 octobre   | Enya                                   | Only Time                          |
| 42 | 19 octobre   | Enya                                   | Only Time                          |
| 43 | 26 octobre   | Enya                                   | Only Time                          |
| 44 | 2 novembre   | Enya                                   | Only Time                          |
| 45 | 9 novembre   | Kylie Minogue                          | Can't Get You Out of My Head       |
| 46 | 16 novembre  | Afroman                                | Because I Got High                 |
| 47 | 23 novembre  | Sarah Connor                           | From Sarah with Love               |
| 48 | 30 novembre  | Sarah Connor                           | From Sarah with Love               |
| 49 | 7 décembre   | Sarah Connor                           | From Sarah with Love               |
| 50 | 14 décembre  | Bro'Sis                                | I Believe                          |
| 51 | 21 décembre  | Bro'Sis                                | I Believe                          |
| 52 | 28 décembre  | Bro'Sis                                | I Believe                          |

## Classement des albums
| №  | Date         | Artiste         | Titre                          |
| -- | ------------ | --------------- | ------------------------------ |
| 1  | 5 janvier    | The Beatles     | 1                              |
| 2  | 12 janvier   | The Beatles     | 1                              |
| 3  | 19 janvier   | The Beatles     | 1                              |
| 4  | 26 janvier   | The Beatles     | 1                              |
| 5  | 2 février    | Jennifer Lopez  | J.Lo                           |
| 6  | 9 février    | Jennifer Lopez  | J.Lo                           |
| 7  | 16 février   | Jennifer Lopez  | J.Lo                           |
| 8  | 23 février   | The Beatles     | 1                              |
| 9  | 2 mars       | Peter Maffay    | Heute vor dreißig Jahren       |
| 10 | 9 mars       | Peter Maffay    | Heute vor dreißig Jahren       |
| 11 | 16 mars      | Peter Maffay    | Heute vor dreißig Jahren       |
| 12 | 23 mars      | No Angels       | Elle’ments                     |
| 13 | 30 mars      | No Angels       | Elle’ments                     |
| 14 | 6 avril      | No Angels       | Elle’ments                     |
| 15 | 13 avril     | Rammstein       | Mutter                         |
| 16 | 20 avril     | Rammstein       | Mutter                         |
| 17 | 27 avril     | Rammstein       | Mutter                         |
| 18 | 4 mai        | Rammstein       | Mutter                         |
| 19 | 11 mai       | Destiny's Child | Survivor                       |
| 20 | 18 mai       | Destiny's Child | Survivor                       |
| 21 | 25 mai       | Depeche Mode    | Exciter                        |
| 22 | 1er juin     | Depeche Mode    | Exciter                        |
| 23 | 8 juin       | R.E.M.          | Reveal                         |
| 24 | 15 juin      | R.E.M.          | Reveal                         |
| 25 | 22 juin      | BAP             | Aff un zo                      |
| 26 | 29 juin      | Blink-182       | Take Off Your Pants and Jacket |
| 27 | 6 juillet    | BAP             | Aff un zo                      |
| 28 | 13 juillet   | Shaggy          | Hot Shot                       |
| 29 | 20 juillet   | Shaggy          | Hot Shot                       |
| 30 | 27 juillet   | Shaggy          | Hot Shot                       |
| 31 | 3 août       | Shaggy          | Hot Shot                       |
| 32 | 10 août      | Schiller        | Weltreise                      |
| 33 | 17 août      | Schiller        | Weltreise                      |
| 34 | 24 août      | Schiller        | Weltreise                      |
| 35 | 31 août      | Schiller        | Weltreise                      |
| 36 | 7 septembre  | Pur             | Hits PUR – 20 Jahre eine Band  |
| 37 | 14 septembre | Pur             | Hits PUR – 20 Jahre eine Band  |
| 38 | 21 septembre | Pur             | Hits PUR – 20 Jahre eine Band  |
| 39 | 28 septembre | Pur             | Hits PUR – 20 Jahre eine Band  |
| 40 | 5 octobre    | Enya            | A Day without Rain             |
| 41 | 12 octobre   | Enya            | A Day without Rain             |
| 42 | 19 octobre   | Kylie Minogue   | Fever                          |
| 43 | 26 octobre   | Enya            | A Day without Rain             |
| 44 | 2 novembre   | Kylie Minogue   | Fever                          |
| 45 | 9 novembre   | Michael Jackson | Invincible                     |
| 46 | 16 novembre  | Britney Spears  | Britney                        |
| 47 | 23 novembre  | Pink Floyd      | Echoes – The Best of           |
| 48 | 30 novembre  | Robbie Williams | Swing When You're Winning      |
| 49 | 7 décembre   | Robbie Williams | Swing When You're Winning      |
| 50 | 14 décembre  | Robbie Williams | Swing When You're Winning      |
| 51 | 21 décembre  | Robbie Williams | Swing When You're Winning      |
| 52 | 28 décembre  | Robbie Williams | Swing When You're Winning      |

## Hit-Parade de l'année
| Singles | Albums                                                           |
| --- | ---------------------------------------------------------------- |
| 1. No Angels – Daylight in Your Eyes 2. Enya – Only Time 3. Kylie Minogue – Can't Get You Out of My Head 4. Crazy Town – Butterfly 5. Atomic Kitten – Whole Again 6. Shaggy – Angel 7. Safri Duo – Played-A-Live 8. OutKast – Ms. Jackson 9. Uncle Kracker – Follow Me 10. Gorillaz – Clint Eastwood 11. Eminem feat. Dido – Stan 12. Alicia Keys – Fallin' 13. Bro'Sis – I Believe 14. Dante Thomas feat. Pras – Miss California 15. Christina Aguilera, Pink, Lil'Kim, Mya – Lady Marmalade 16. Wheatus – Teenage Dirtbag 17. Sarah Connor – From Sarah with Love 18. Shaggy – It Wasn’t Me 19. Gigi d'Agostino – La Passion 20. Sylver – Turn the Tide 21. Daft Punk – One More Time 22. Alcazar – Crying at the Discoteque 23. Sarah Connor feat. TQ – Let’s Get Back to Bed – Boy! 24. Michael Mittermeier & Guano Apes – Kumba Yo! 25. Brandy – Another Day in Paradise | 1. Robbie Williams – Sing When You're Winning 2. Dido – No Angel |